# Бурсфран-ле-Шапю
Бурсфра́н-ле-Шапю́ (фр. Bourcefranc-le-Chapus) — коммуна во Франции, находится в регионе Пуату — Шаранта. Департамент коммуны — Приморская Шаранта. Входит в состав кантона Марен. Округ коммуны — Рошфор.
Код INSEE коммуны — 17058.

## Население
Население коммуны на 2010 год составляло 3381 человек.
| 1962 | 1968 | 1975 | 1982 | 1990 | 1999 | 2010 |
| ---- | ---- | ---- | ---- | ---- | ---- | ---- |
| 3073 | 3095 | 2984 | 2794 | 2851 | 2951 | 3381 |

## Экономика
В 2010 году среди 1969 человек трудоспособного возраста (15—64 лет) 1337 были экономически активными, 632 — неактивными (показатель активности — 67,9 %, в 1999 году было 65,8 %). Из 1337 активных жителей работали 1170 человек (616 мужчин и 554 женщины), безработных было 167 (80 мужчин и 87 женщин). Среди 632 неактивных 147 человек были учениками или студентами, 305 — пенсионерами, 180 были неактивными по другим причинам.